# Wolfgang Frindte
Wolfgang Frindte (* 17. August 1951 in Mühlhausen/Thüringen) ist ein deutscher Psychologe und Kommunikationswissenschaftler sowie Professor für Kommunikationspsychologie am Institut für Kommunikationswissenschaft der Universität Jena.

## Leben
Frindte schloss 1970 eine Ausbildung zum Elektromonteur ab und erwarb kurze Zeit später sein Abitur. Hiernach begann er ein Studium der Psychologie an der Friedrich-Schiller-Universität Jena, dem 1974 der erfolgreiche Diplomabschluss folgte. Im Jahre 1981 promovierte er zum Thema: Untersuchungen zur spielexperimentellen Modellierung von Verhandlungssituationen mit dem Abschluss magna cum laude unter Hans Hiebsch. Danach arbeitete er an der Pädagogischen Hochschule Erfurt als Wissenschaftlicher Oberassistent. Im Jahr 1987 folgte die Habilitation zum Thema Theorie und Experiment in der Sozialpsychologie. Ein halbes Jahr später folgte 1987 der Berufung zum Professor für Sozialpsychologie an der FSU Jena. 1991 erfolgte ein halbjähriger Studien- und Lehraufenthalt in den USA und von Winter 1998 bis Sommer 2004 eine Gastprofessur bzw. Lehrauftrag an der Universität Innsbruck. Seit 1994 hat Frindte eine ordentliche C2-Professur zunächst als Vertretung des Lehrstuhls für Sozialpsychologie und leitet dann ab 1997 den Arbeitsbereich Kommunikationspsychologie in Jena. Seit 2008 ist diese Abteilung einer von vier Fachbereichen des Instituts für Kommunikationswissenschaft der Universität Jena. 2017 wurde er emeritiert, arbeitet aber weiterhin an Projekten des Instituts mit. Wolfgang Frindte gehört seit 2006 zur wissenschaftlichen Leitung des Masterprogramms Human Communication an der Dresden International University (bis 2023 gemeinsam mit Herbert Bock).
Seine Forschungsschwerpunkte liegen unter anderem im Bereich Antisemitismus, Rezeption von Computerspielen und der medialen Konstruktion von Terrorismus. 2011 leitete er ein Team, das für das Bundesministerium des Innern eine Studie zu den Lebenswelten junger Muslime in Deutschland anfertigte.

## Mitgliedschaften
- Ordentliches Mitglied der Academy of Intercultural Research
- International Communication Association
- Deutsche Gesellschaft für Psychologie
- Berufsverband Deutscher Psychologinnen und Psychologen
- Forum Friedenspsychologie
- Internationale Gesellschaft für Angewandte Psychologie (IAAP)
- Collegium Europaeum Jenense

## Veröffentlichungen (Auswahl)
- Untersuchungen zur spieltheoretischen Modellierung von Verhandlungssituationen. Dissertation. Universität Jena, 1981
- Theorie und Experiment in der Sozialpsychologie. Eine methodologische Untersuchung. Habilitation. Universität Jena, 1987
- mit Johannes Esser & Peter Krahulec (Hrsg.): Friedenswissenschaft und Friedenslehre an Fachhochschulen und Universitäten. Haag und Herchen, Frankfurt 1991, ISBN 3-89228-599-3
- mit Wilhelm Kempf, Gert Sommer & Michael Spreiter: Gewaltfreie Konfliktlösungen. Interdisziplinäre Beiträge zu Theorie und Praxis friedlicher Konfliktbearbeitung. Asanger, Heidelberg 1993, ISBN 3-89334-250-8
- mit Harald Pätzoldt (Hrsg.): Mythen der Deutschen. Deutsche Befindlichkeiten zwischen Geschichte und Geschichten. Leske und Budrich, Opladen 1994, ISBN 3-8100-1145-2
- (Hrsg.): Jugendlicher Rechtsextremismus und Gewalt zwischen Mythos und Wirklichkeit. Sozialpsychologische Untersuchungen. Lit, Münster/Hamburg 1995, ISBN 3-8258-2411-X
- mit Thomas Fahrig & Thomas Köhler (Hrsg.): Deutsch-deutsche Sprachspiele. Lit, Münster 1997, ISBN 3-8258-3430-1
- Soziale Konstruktionen. Sozialpsychologische Vorlesungen. Westdeutscher Verlag, Opladen/Wiesbaden 1998, ISBN 3-531-13264-4
- mit Thomas Köhler (Hrsg.): Kommunikation im Internet. Lang, Frankfurt [u. a.] 1999, ISBN 3-631-35527-0
- (Hrsg.): Fremde, Freunde, Feindlichkeiten. Sozialpsychologische Untersuchungen. Westdeutscher Verlag, Opladen/Wiesbaden 1999, ISBN 3-531-13441-8
- mit Thomas Köhler (Hrsg.): Internet based teaching and learning (IN-TELE) 99. Proceedings of IN-TELE 99. Lang, Frankfurt [u. a.] 2001, ISBN 3-631-37540-9
- Einführung in die Kommunikationspsychologie. Beltz, Weinheim/Basel 2001, ISBN 3-407-25254-4
- mit Jörg Neumann (Hrsg.): Fremdenfeindliche Gewalttäter. Biographien und Tatverläufe. Westdeutscher Verlag, Wiesbaden 2002, ISBN 3-531-13832-4
- mit Ulrich Zwiener & Klaus-Michael Kodalle (Hrsg.): Extremismus – Gewalt – Terrorismus. Hintergründe und Handlungskonsequenzen. Palm und Enke, Jena/Erlangen 2003, ISBN 3-7896-0611-1
- Inszenierter Antisemitismus. Eine Streitschrift. VS Verlag für Sozialwissenschaften, Wiesbaden 2006, ISBN 978-3-531-15101-4
- mit Nicole Haußecker (Hrsg.): Inszenierter Terrorismus. Mediale Konstruktionen und individuelle Interpretationen. VS-Verlag, Wiesbaden 2010, ISBN 978-3-531-17551-5
- mit Daniel Geschke: Lehrbuch der Kommunikationspsychologie, Beltz Juventa, Weinheim 2019, ISBN 978-3-7799-3862-0
- mit Ina Frindte: Halt in haltlosen Zeiten. Eine sozialpsychologische Spurensuche Springer Fachmedien, Wiesbaden 2020, ISBN 978-3-658-27950-9